# Daniel Adwok
Mons. Daniel Marco Kur Adwok (* 25. listopadu 1952, Atar) je súdánský římskokatolický duchovní a pomocný biskup chartúmské arcidiecéze.

## Život
Narodil se 25. listopadu 1952 Ataru.
Po teologických studiích jej arcibiskup Ubaldo Calabresi vysvětil na kněze a byl inkardinován do arcidiecéze Chartúm.
Dne 6. října 1992 jej papež Jan Pavel II. jmenoval pomocným biskupem chartúmské arcidiecéze a titulárním biskupem z Moxori. Dne 19. února 1993 byl vysvěcen na biskupa. Světiteli byli arcibiskup Gabriel Zubeir Wako, arcibiskup Erwin Josef Ender a arcibiskup Paulino Lukudu Loro.